# Royal Aircraft Factory B.E.2
A Royal Aircraft Factory B.E.2 (Blériot Experimental) egy brit egymotoros kétüléses biplán repülőgép volt, amely a Royal Flying Corps (RFC) kötelékében szolgált az első világháború alatt. Hozzávetőleg 3500 darab készült, a repülőgépet vadászgépként, elfogóként, könnyű bombázóként, kiképzőgépként és felderítőgépként használták.
A No.2 Squadron RFC egy B.E.2a gépe volt a Royal Flying Corps első repülőgépe, amely Franciaországba érkezett az első világháború kitörése után, 1914. augusztus 26-án.

## Történet

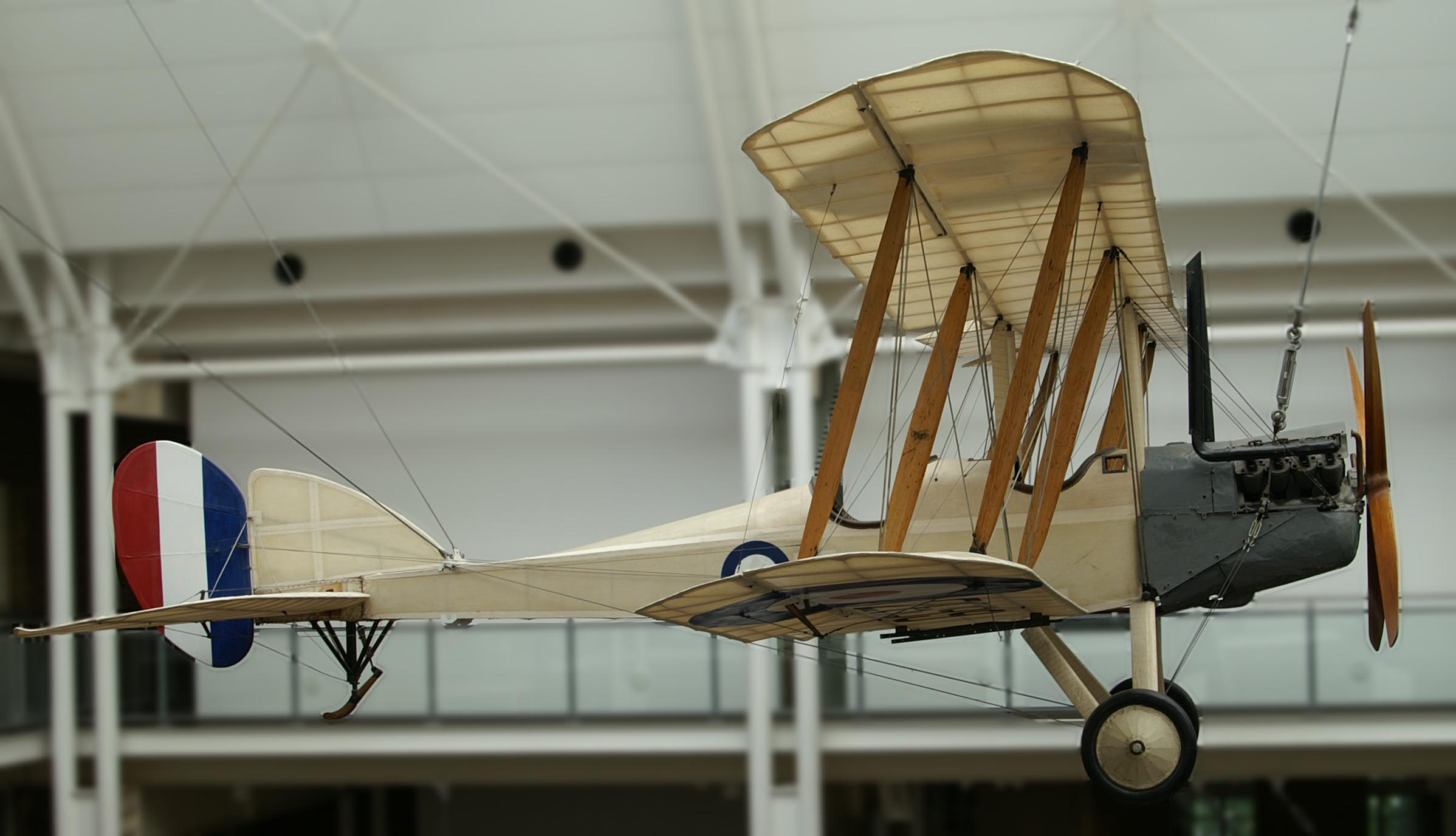
Egy B.E.2c az Imperial War Museumban, London.

Az első világháború kitörése után az 1914-ben Franciaországba érkező első brit harcigépek a B.E.2a-k voltak. Akárcsak az őket követő B.E.2b-k, ezek a gépek is fegyvertelen bombázógépek, egy 24 kg-os vagy három, ennél kisebb bombát lehetett ledobni róluk.
A stabilabb B.E.2c bevált felderítő- és bombázógépként, nagy hátránya volt azonban, hogy nagyon kevéssé volt fordulékony. A Zeppelin léghajók vadászatában ez nem gátolta ugyan, de 1915-től a nyugati arcvonalon megjelenő, mereven beépített, előretüzelő géppuskával felszerelt Fokker együléses vadászgépek súlyos veszteségeket okoztak a B.E.2c-kben.
Hátrányosnak bizonyult az is, hogy a típusváltozat egyetlen fegyverzete az elülső ülésbe szerelt, kézzel működtetett géppuska volt. Az 1916-ban megjelent változathoz képest helyet cserélt, a megfigyelő most már a hátsó ülésben ült, az első ülés elé még egy, a repülés irányába tüzelő, merev géppuskát építettek be. A B.E.2e-n azonban visszatértek a korábbi üléselrendezéshez.

## Fejlesztés

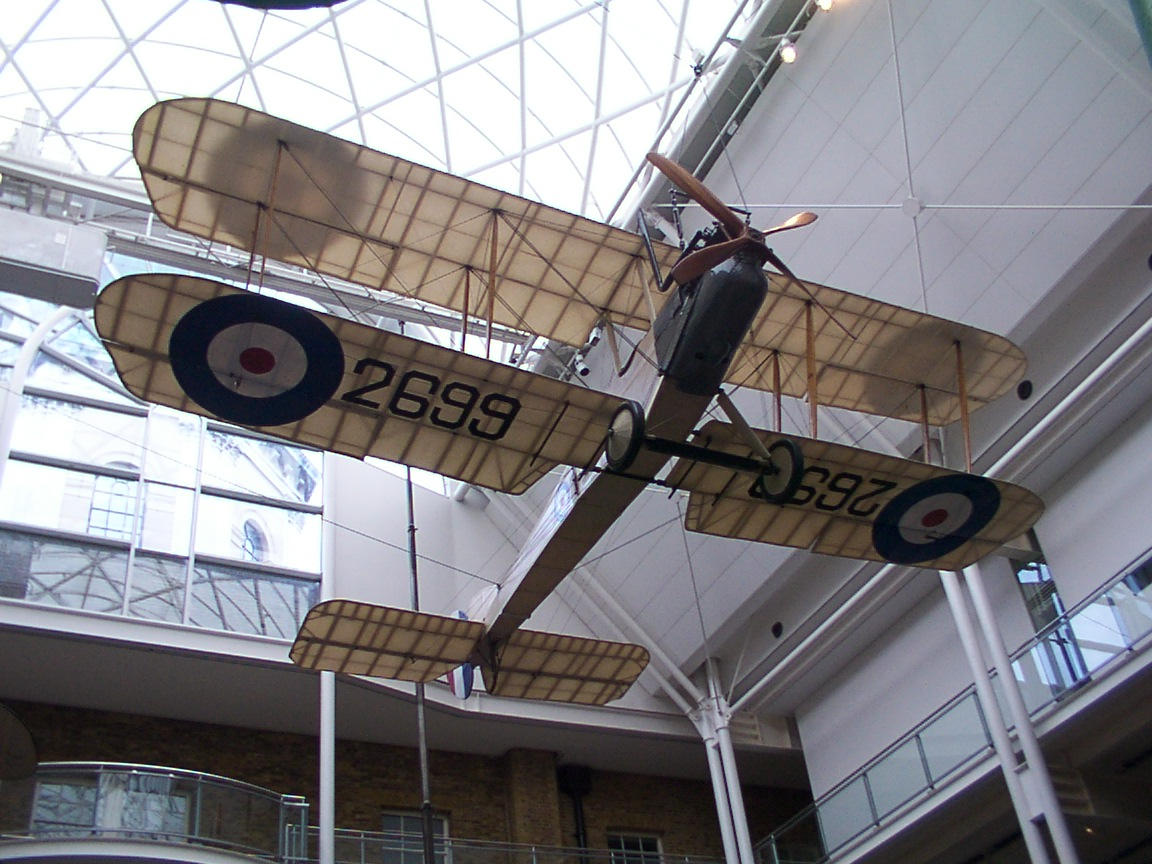
Az Imperial War Museum-ban kiállított példány alulról nézve

A B.E.2-t Geoffrey de Havilland tervezte a B.E.1 fejlesztéseként 60 lóerős (45 kW) léghűtéses Renault V-8 motorral, leváltva ezzel a vízhűtéses Wolseley motort, melyet még a korábbi gépen alkalmaztak. Első felszállására 1912. február 1-jén került sor, a tesztpilóta maga de Havilland volt. 1912. augusztus 12-én brit magassági rekordot állított fel 3219 méteres repülési magasságával. Sorozatgyártása indulásakor felderítőgépként gyártották, két évvel később három századot szereltek fel vele. Ezeket a századokat teljes létszámukkal Franciaországba küldték röviddel a háború kitörése után. A korai B.E.2a és b gépeket az 1915-ös év folyamán B.E.2c gépekkel cserélték, amelyet jócskán módosítottak, így lényegében egy új típust képviselt, amely Edward Teshmaker Busk kutatásain alapult. 1916-ban a „c” típust a végleges változattal, a B.E.2e géppel váltották fel, amely a „Quirk” becenevet viselte.
1917-re az utolsó B.E.2e-t is kivonták a frontszolgálatból, viszont a gép már sokkal korábban elavultnak számított. A háború további részében honvédelmi vadászrepülőgépként és kiképzőgépként szolgált.
Nagyjából 3500 darab B.E.2 repülőgépet építettek 20 különféle gyárban, viszont pontos leírás nem készült a különböző gyárakban készült modellekről, habár minden valószínűség szerint a B.E.2c készülhetett a legnagyobb mennyiségben.

## A típus hiányosságai

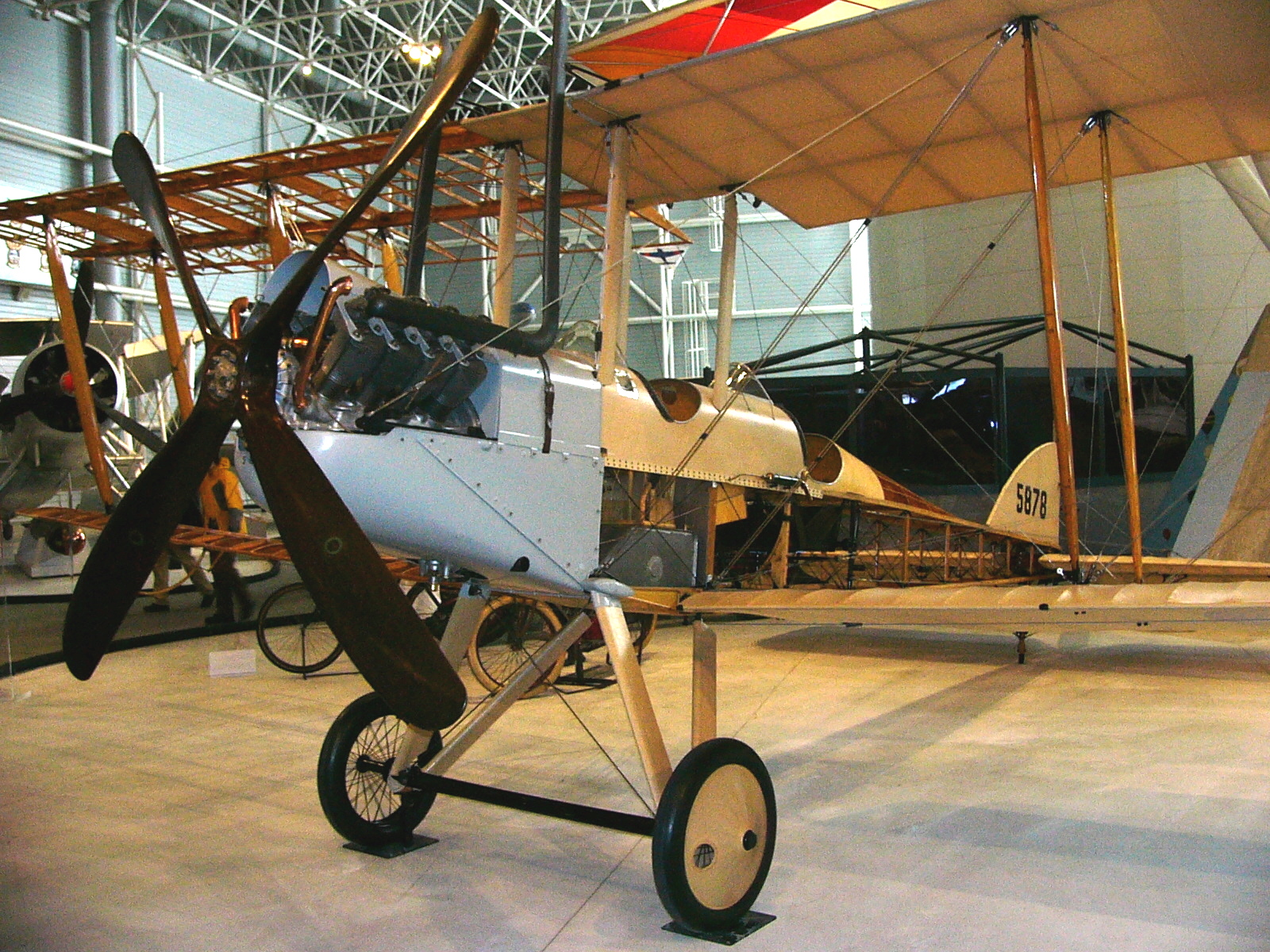
B.E.2c a Canada Aviation and Space Museum-ban

A B.E.2 nem volt egy közkedvelt típus és 1916-ra igen népszerűtlenné vált.
Mint katonai gép több komoly gyengeséggel küszködött. Az első a kicsi léghűtéses motorjából adódott, amely miatt a gép igen lassú és megbízhatatlan volt, még az akkori normák szerint is. Mikor bombákat szállítottak vagy mikor a gép maximális hatótávolságára volt szükség, a megfigyelőt és géppuskáját hátra kellett hagyni. Habár a B.E.2 teljesítménye 1914-15-ben elfogadható volt, még akkor is sokáig szolgálatban maradt, mikor az ellenségnek már sokkal erősebb gépei voltak.
A másik fő gyengesége a következő volt: mivel gyakran együléses gépként repülték, fontos volt, hogy a megfigyelő ülését a pilóta ülése elé helyezzék. Ebben a nem túl szerencsés helyzetben a megfigyelőt zavarták a felső szárny támasztékai és rögzítései, így gyakran a pilóta feje felett kellett visszalőnie az ellenséges gépekre.
A gép tényleges sebezhetősége 1915-ben bizonyosodott be, mikor megjelentek az első német vadászgépek. A repülőgép nem volt képes legyőzni még az igen primitívnek számító Fokker E.I vadászgépet sem, így gyakorlatilag teljesen haszontalan volt az 1916-17-ben megjelenő újabb német vadászgépekkel szemben.

## Egyéb alkalmazási területek

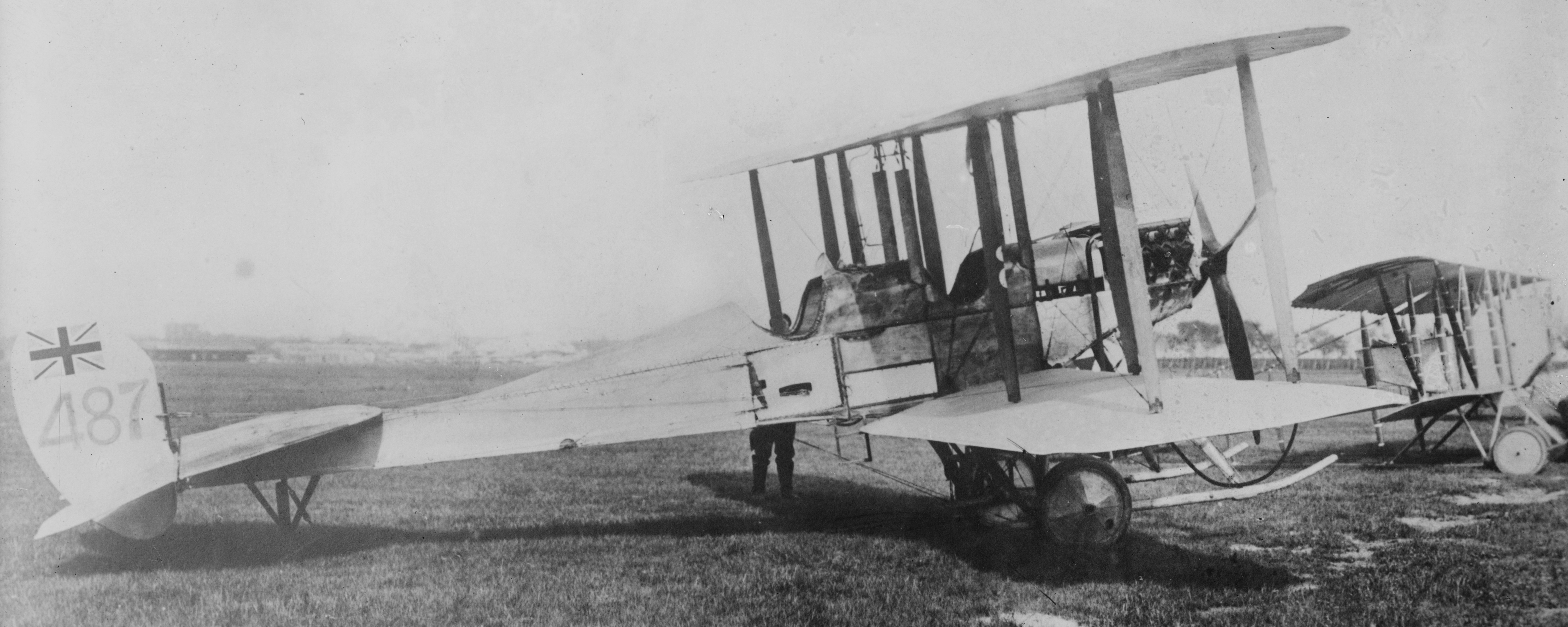
Egy németek által zsákmányolt B.E.2.

1917-től a B.E.2-t többségében kivonták a frontszolgálatból, de tengeralattjáró felderítőgépként és kiképzőgépként továbbra is szolgálatban maradt. Ezt megelőzően ez a gép volt az első hatékony éjszakai vadászgép.
Az 1915-ös év legelején a B.E.2c gépeket elfogóvadászként alkalmazták a német Zeppelin léghajók ellen. Az elfogóvadász típust együlésesként repülték pótüzemanyagtartály alkalmazásával a gép súlyközéppontjában. A kezdeti sikertelenség után, mivel a kis méretű gyújtóbombákkal való támadás nem használt, egy Lewis Gun géppuskát szereltek a gépre, amellyel felfelé lehetett gyújtólövedékeket lőni 45°-os szögben. Az új taktika alapján a léghajókat nem felülről, hanem alulról támadták, ami igen hatékonynak bizonyult.
Az első sikeres támadásra 1916. szeptember 3-án éjszaka került sor, mikor egy B.E.2c William Leefe Robinson százados vezetésével lelőtte az első német léghajót Nagy-Britannia felett. Tettéért Viktória keresztet és £3500 pénzjutalmat kapott.
1916 októbere és decembere között további öt német léghajót semmisítettek meg B.E.2c elfogóvadászokkal.
A B.E.2 gépek teljesítménye az 1917-18-as években már nem volt kielégítő, így helyüket későbbi típusú éjszakai vadászgépek vették át, de a B.E.2c gépek által kidolgozott technika alkalmazását tovább folytatták.
A megmaradt B.E.2 repülőket (főleg B.E.2e) kiképzőgépként alkalmazták. Annak ellenére, hogy a típus stabilitása viszonylag jó volt, valamelyest alkalmas volt a műrepülésre, és emellett közel sem volt olyan rossz kiképzőgép, mint amilyennek először gondolták.

## Változatok
- B.E.1 - Prototípus. Fontos úttörő biplán.
  - B.E.5 - Prototípus, eredetileg egy Howard Wright biplán átépítéséből született, meghajtásáról egy 60 lóerős (45 kW) ENV motor gondoskodott, egyébként hasonló volt az eredeti B.E.2-höz. Első felszállásáre 1912. június 27-én került sor.
  - B.E.6 - Prototípus eredetileg egy Royal Aircraft Factory S.E.1 átépítéséből jött létre. Első felszállására 1912. szeptember 5-én került sor, meghajtásáról egy 60 lóerős (45 kW) ENV motor gondoskodott, mint a B.E.5-nél, de lecserélték egy Renault motorra mielőtt leszállították volna az RFC-nek.
- B.E.2a - Kezdeti sorozatgyártott változata a B.E.2-nek. Kis számban készült az 1912-es év végétől, de a háború kitörésekor még mindig általános típus volt.
- B.E.2b - Alapjában véve hasonló az „a” típushoz, a pilótafülke oldalait valamivel megmagasították.
- B.E.2c - alaposan átalakították - valóban egy új repülőgép. 1914-1916 között a legtöbb darabszámban gyártott változat.
- B.E.2d - eredetileg egy „c” változat egy nagyobb üzemanyagtartállyal.
- B.E.2e - az utolsó változat új szárnyakkal. A „c” változathoz képest nagy előrelépésnek szánták, de egy óriási csalódás lett a végeredmény. Beceneve „Quirk” volt.
- B.E.2f -  B.E.2c típus a B.E.2e szárnyaival.
- B.E.2g - B.E.2d típus a B.E.2e szárnyaival.
- B.E.9 - B.E.2c egy fadobozzal a propeller előtt a megfigyelő/lövész számára. Csak egy prototípus készült.
- B.E.12 - Együléses B.E.2 szinkronizált géppuskával és egy sokkal erősebb motorral.

## Üzemeltetők
Ausztrália
- Australian Flying Corps
  - No. 1 Squadron AFC
  - No. 3 Squadron AFC
  - No. 4 Squadron AFC
  - No. 7 (Training) Squadron AFC
  - Mesopotamian Half Flight
  - Central Flying School AFC

 Belgium

 Észtország

 Hollandia
- Mindössze egyetlen gép

 Norvégia

 Dél-Afrika

 Egyesült Királyság
- Brit Királyi Légierő

| - - No. 2 Squadron RAF - No. 3 Squadron RAF - No. 4 Squadron RAF - No. 5 Squadron RAF - No. 6 Squadron RAF - No. 7 Squadron RAF - No. 8 Squadron RAF - No. 9 Squadron RAF - No. 10 Squadron RAF - No. 12 Squadron RAF - No. 13 Squadron RAF - No. 14 Squadron RAF - No. 15 Squadron RAF - No. 16 Squadron RAF - No. 17 Squadron RAF - No. 19 Squadron RAF - No. 21 Squadron RAF - No. 22 Squadron RAF - No. 23 Squadron RAF - No. 24 Squadron RAF - No. 25 Squadron RAF - No. 26 Squadron RAF - No. 28 Squadron RAF - No. 29 Squadron RAF | - - No. 30 Squadron RAF - No. 31 Squadron RAF - No. 33 Squadron RAF - No. 34 Squadron RAF - No. 36 Squadron RAF - No. 37 Squadron RAF - No. 38 Squadron RAF - No. 39 Squadron RAF - No. 42 Squadron RAF - No. 43 Squadron RAF - No. 46 Squadron RAF - No. 47 Squadron RAF - No. 49 Squadron RAF - No. 50 Squadron RAF - No. 51 Squadron RAF - No. 52 Squadron RAF - No. 53 Squadron RAF - No. 54 Squadron RAF - No. 55 Squadron RAF - No. 57 Squadron RAF - No. 58 Squadron RAF - No. 62 Squadron RAF - No. 63 Squadron RAF - No. 66 Squadron RAF | - - No. 67 Squadron RAF - No. 75 Squadron RAF - No. 76 Squadron RAF - No. 77 Squadron RAF - No. 78 Squadron RAF - No. 82 Squadron RAF - No. 91 Squadron RAF - No. 96 Squadron RAF - No. 98 Squadron RAF - No. 99 Squadron RAF - No. 100 Squadron RAF - No. 105 Squadron RAF - No. 110 Squadron RAF - No. 113 Squadron RAF - No. 114 Squadron RAF - No. 141 Squadron RAF - No. 142 Squadron RAF - No. 144 Squadron RAF - No. 187 Squadron RAF - No. 189 Squadron RAF - No. 190 Squadron RAF - No. 191 Squadron RAF - No. 269 Squadron RAF - No. 273 Squadron RAF |

- Royal Naval Air Service

 USA
- Amerikai Expedíciós Erők

## Műszaki adatok (B.E.2c)

### Geometriai méretek és tömegadatok
- Hossz: 8,30 m
- Fesztávolság: 11,30 m
- Magasság: 3,40 m
- Szárnyfelület: 34,47 m²
- Üres tömeg: 623 kg
- Maximális felszálló tömeg: 1068 kg

### Hajtóművek
- Hajtóművek száma: 1 darab
- Típusa: RAF 1a léghűtéses nyolchengeres sorosmotor
- Teljesítmény: 90 LE (67 kW)

### Repülési adatok
- Legnagyobb sebesség: 138 km/h
- Repülési időtartam: 3 óra
- Szolgálati csúcsmagasság: 3050 m
- Emelkedőképesség: 1066 m 10 perc alatt

### Fegyverzet
- Géppuskák: egy darab kézzel működtetett 7,7 mm-es (.303) Lewis Gun géppuska a megfigyelő számára
- Bombák: 100 kg-nyi bomba vagy röppentyű

### Kapcsolódó fejlesztés
- B.E.12

### Hasonló repülőgépek
- Aviatik B.I
- Albatros B.I
- LVG B.I

## Fordítás
- Ez a szócikk részben vagy egészben  a   Royal Aircraft Factory B.E.2 című angol Wikipédia-szócikk ezen változatának fordításán alapul.  Az eredeti cikk szerkesztőit annak laptörténete sorolja fel. Ez a jelzés csupán a megfogalmazás eredetét és a szerzői jogokat jelzi, nem szolgál a cikkben szereplő információk forrásmegjelöléseként.